# Press de hombros
El press de hombros (también llamado ''press militar'') es un ejercicio de entrenamiento con pesas para la parte superior del cuerpo en el que el aprendiz presiona un peso por encima de la cabeza mientras está sentado o de pie. Se utiliza principalmente para desarrollar los músculos deltoides anteriores del hombro. La versión de pie fue una vez un componente del deporte del levantamiento de pesas olímpico como parte del movimiento de carga y presión, pero se eliminó en 1972 debido a dificultades para juzgar la técnica adecuada.

## Ejecución
El levantamiento se configura tomando una barra, un par de mancuernas o pesas rusas y sosteniéndolas al nivel de los hombros. Luego, el peso se presiona sobre la cabeza.  Si bien el ejercicio se puede realizar de pie o sentado, estar de pie recluta más músculos ya que se requiere más equilibrio para soportar el levantamiento.  Otras variaciones del ejercicio incluyen el push press, un movimiento similar que implica un movimiento de inmersión adicional en las piernas para aumentar el impulso. También se puede realizar un press por encima de la cabeza unilateralmente, y el levantamiento se realiza con una mano; o de manera alterna con ambas manos sosteniendo una mancuerna o pesa rusa, y luego presionando con un brazo y luego con el otro.

### Pasos a seguir para la ejecución
1. Colócate, ya sea sentado o de pie, en una zona en la que puedas disponer de un respaldo para poder mantener la espalda recta. Al principio te resultará más fácil hacerlo así.
2. Una vez ubicado, ponte en la posición desde la que vas a proceder al levantamiento. Coloca los brazos en forma de candelabro ya con las mancuernas bien sujetas. Las mancuernas deben quedar a la altura de los hombros y las palmas de las manos cerradas mirando hacia delante.
3. Activando los músculos de los brazos y los hombros, levanta lentamente el peso por encima de tu cabeza, haciendo una forma triangular que termine con ambas pesas juntas encima de la cabeza.
4. Para volver a la posición inicial, vuelve a activar los músculos para controlar el peso y volver a la altura de los hombros.
5. Se deben hacer varias repeticiones durante tres series con un tiempo estimado de tres segundos de subida y otros tres de bajada.[3]

## Músculos implicados
- Músculo romboides
- Músculo deltoides anterior
- Músculo deltoides lateral
- Músculo trapecio medio
- Músculo trapecio bajo
- Músculo tríceps braquial
- Músculo pectoral mayor superior
- Músculo serrato anterior